# Lucas Favre
Lucas Favre (Resistencia, 20 de noviembre de 1996) es un jugador argentino de rugby que se desempeña como pilar en el Valorugby Emilia. Actualmente, y desde 2018, forma parte de Los Pumas.
Militó anteriormente en Argentina XV.
Se formó en las juveniles del CURNE, un club de su ciudad natal.

## Biografía
Con apenas 19 años, Favre decidió buscar mejores horizontes en Buenos Aires, estudiando y jugando simultáneamente allí.

## Clubes
| Club                      | País      | Ciudad        | Año             |
| ------------------------- | --------- | ------------- | --------------- |
| CURNE                     | Argentina | Resistencia   |                 |
| Lomas Athletic Club       | Argentina | Lomas         | 2017-2018       |
| Yacare XV                 | Paraguay  | Asunción      | 2020-2021       |
| Club de Rugby El Salvador | España    | Valladolid    | 2021-2022       |
| Castilla y León Iberians  | España    | Valladolid    | 2021-2022       |
| Valorugby Emilia          | Italia    | Reggio Emilia | 2022-Actualidad |